# Торріхо-де-ла-Каньяда
Торріхо-де-ла-Каньяда (ісп. Torrijo de la Cañada) — муніципалітет в Іспанії, у складі автономної спільноти Арагон, у провінції Сарагоса. Населення — 277 осіб (2010).
Муніципалітет розташований на відстані близько 190 км на північний схід від Мадрида, 85 км на захід від Сарагоси.

## Демографія
Динаміка населення (INE ):